# Zásmuky
Zásmuky är en stad i Tjeckien.   Den ligger i regionen Mellersta Böhmen, i den centrala delen av landet, 50 km öster om huvudstaden Prag. Zásmuky ligger 346 meter över havet och antalet invånare är 1 763.
Terrängen runt Zásmuky är lite kuperad, och sluttar norrut. Runt Zásmuky är det ganska tätbefolkat, med 54 invånare per kvadratkilometer. Närmaste större samhälle är Kolín, 14,6 km nordost om Zásmuky. Trakten runt Zásmuky består till största delen av jordbruksmark.